# تپه سرمیدان
تپه سرمیدان مربوط به دوران‌های تاریخی پس از اسلام است و در شهرستان فیروزآباد، بخش مرکزی، روستای سرمیدان واقع شده و این اثر در تاریخ ۲ آبان ۱۳۸۲ با شمارهٔ ثبت ۱۰۵۱۶ به‌عنوان یکی از آثار ملی ایران به ثبت رسیده است.